# Tizzana
Tizzana è una frazione  del comune di Quarrata, in provincia di Pistoia.
È stato il capoluogo del comune omonimo fino al 1959, quando, dopo il trasferimento della sede municipale a Quarrata, in pianura, cambiò ufficialmente il nome.

## Storia
Il borgo di Tizzana sorse intorno al castello, che nel XIII secolo era in possesso di Pistoia, caposaldo del sistema difensivo contro i fiorentini. Nel 1252 vi si svolse una battaglia tra gli eserciti delle due città. Nel 1306 Tizzana passò sotto Firenze e fu restituita a Pistoia nel 1315; dieci anni dopo (1325), quando di nuovo era possesso fiorentino, il condottiero lucchese Castruccio Castracani attaccò le tre fortezze fiorentine allora esistenti nella zona (Artimino, Carmignano e Tizzana) e solo Tizzana riuscì a resistere all'assedio.  Il borgo continuò ad essere considerato un obiettivo strategico di primo piano anche nella lotta dei fiorentini contro il milanese Gian Galeazzo Visconti, alla fine del trecento.
Nella seconda metà del XV secolo Tizzana fu strettamente legata alle contese fra le famiglie dei Panciatichi, che avevano scelto il borgo come propria sede, e dei Cancellieri.
Fu uno dei centri maggiormente colpiti dalla peste del 1523. In seguito, nel periodo mediceo e lorenese, il castello decadde, a causa della sua diminuita importanza strategica e militare, e le sue fortificazioni andarono progressivamente in rovina.
Nel 1772 era sede di una podestaria, sottoposta al vicario regio di Pistoia e soppressa nel 1838: il suo territorio passò allora sotto la giurisdizione del vicario pistoiese.
Al plebiscito del 1860 per l'annessione della Toscana alla Sardegna i "si" non ottennero la maggioranza degli aventi diritto (985 su totale di 2243), con un astensionismo da record, sintomo dell'opposizione all'annessione.
Il borgo perse lentamente la sua importanza, mentre l'acquistarono le frazioni in pianura. Il municipio venne trasferito nel 1880 nell'allora frazione di Quarrata, divenuta più importante sia demograficamente che economicamente. Nel 1932, per ragioni pratiche, fu spostata anche la sede del comune prima a Vignole e poi a Quarrata: quest'ultimo centro il 30 luglio del 1959 divenne ufficialmente capoluogo del comune.

## I resti dell'antico castello
Rimangono poche tracce della prima cinta muraria che circondava il nucleo centrale del castello che aveva quasi certamente forma ovoidale, mentre la seconda e la terza cinta muraria sono andate distrutte.
Attualmente del nucleo principale rimangono la torre di guardia che oggi svolge la funzione di campanile della Pieve di San Bartolomeo, l'antico arco d'ingresso al paese sovrastato dagli stemmi dei podestà, il Palazzo del Podestà che oggi è una abitazione privata, e lo spedale, luogo di rifugio per i viandanti e i pellegrini, utilizzato tra il 1200 e il 1500. Inoltre dove anticamente sorgeva il cassero del castello sorge un giardino pensile.

## Società

### Tradizioni e folclore
Nel borgo e nei dintorni era tradizionale la fabbricazione di scope di saggina, che diede lavoro a circa 500 operai e che produceva anche per l'esportazione. Altri mestieri tradizionali erano quelli del "pellaio", che raccoglieva girando per le campagne le pelli dei coniglio per farne guarnizioni di pelliccia, del "madonnaio", venditore ambulante di oggetti sacri e santini, dello zoccolaio, che fabbricava lo zoccolo.

## Galleria d'immagini

### Immagini attuali

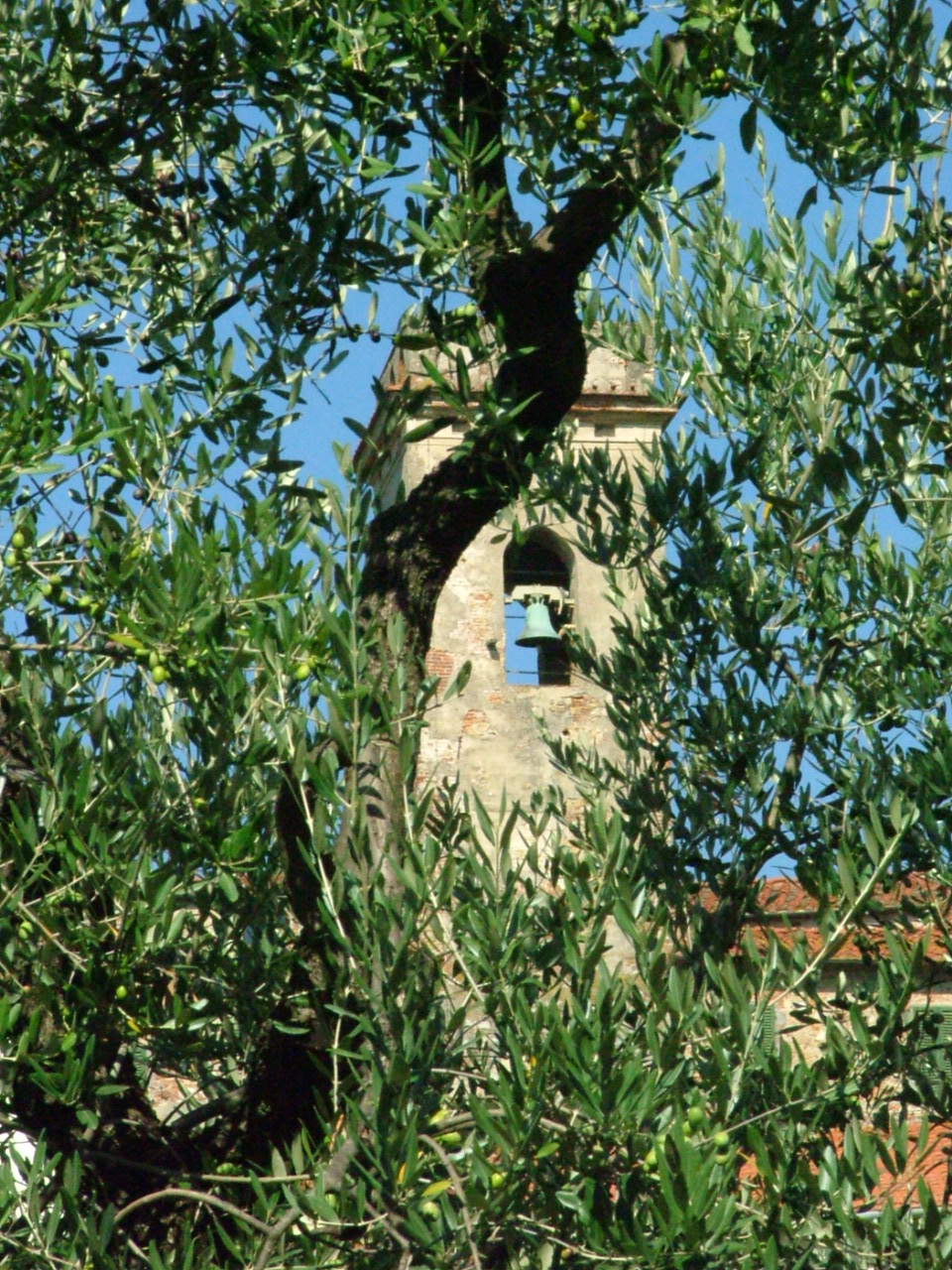
Il campanile della pieve da un campo
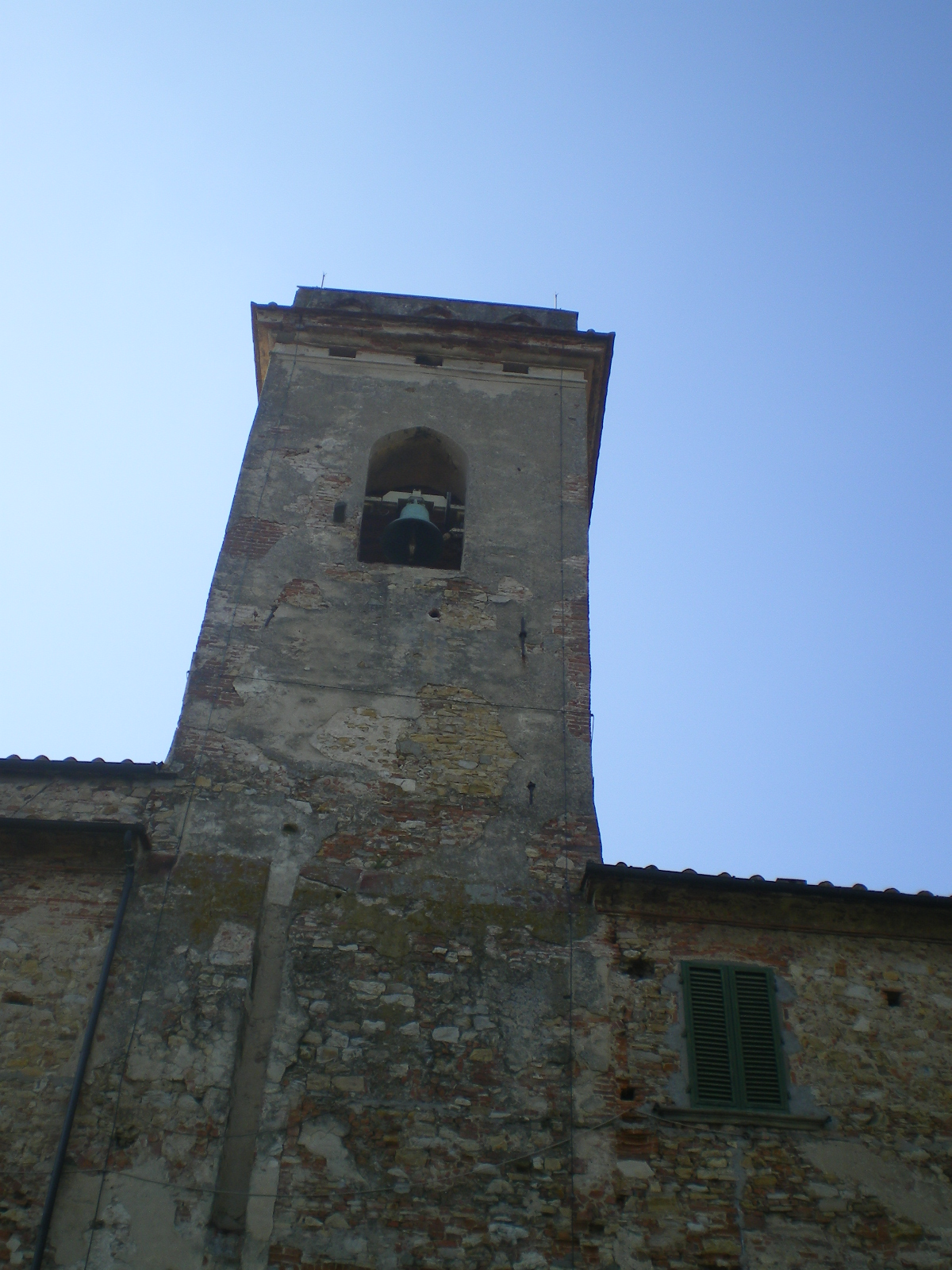
torre del castello di Tizzana, oggi campanile della pieve
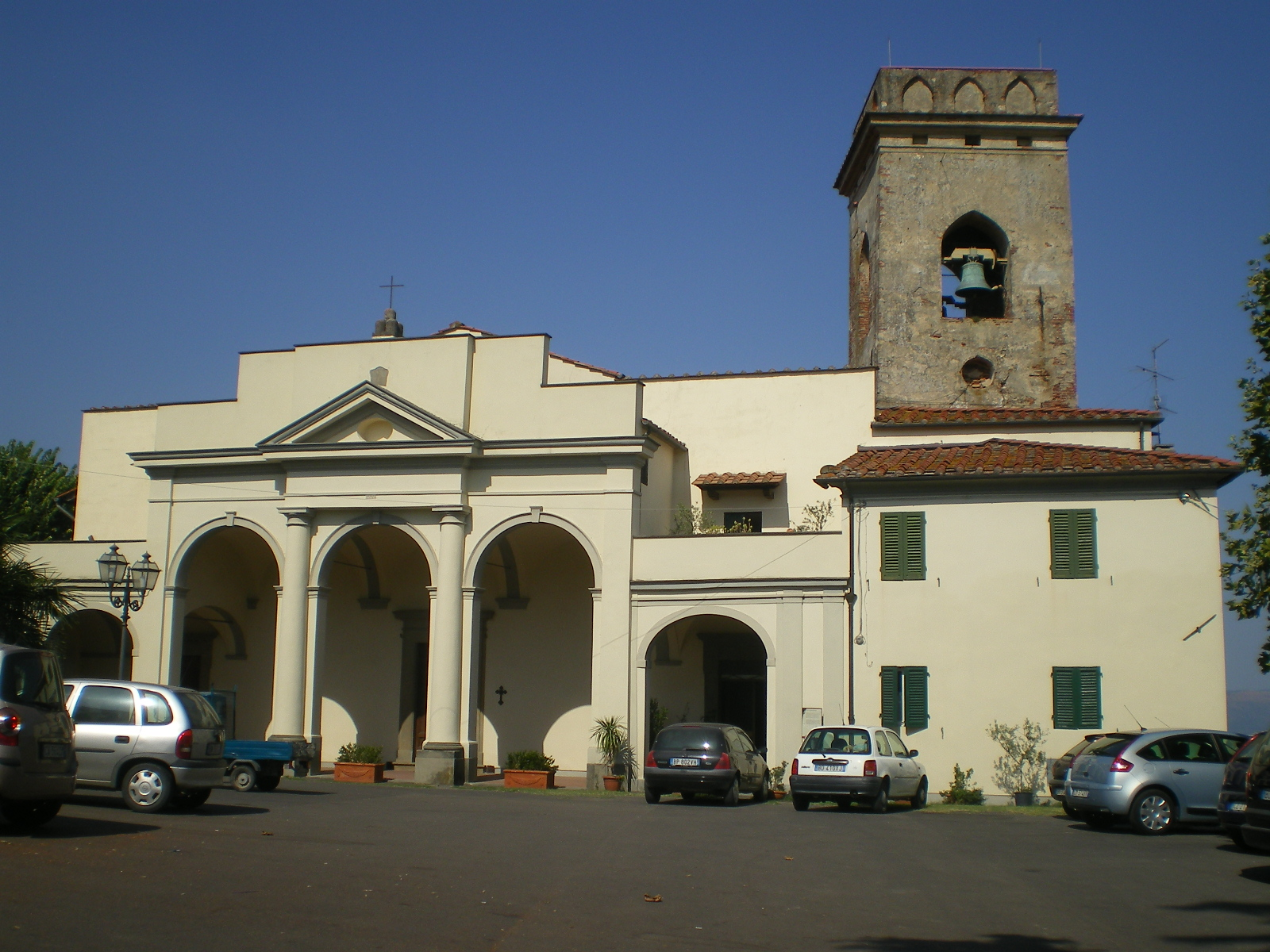
Facciata della pieve di san Bartolomeo

### Galleria d'immagini storiche

La ex Via San Michele in una vecchia cartolina
Arrivo in paese in una vecchia cartolina
Il palazzo del Podestà in una vecchia cartolina
Una bottega del paese in una vecchia cartolina
Piazza della Chiesa in una vecchia cartolina
La ex via della Pizzetta in una vecchia cartolina